# Port lotniczy Deadman’s Cay
Port lotniczy Deadman’s Cay – port lotniczy zlokalizowany w miejscowości Deadman’s Cay, na wyspie Long Island (Bahamy).